# Províncias do Afeganistão
As províncias do Afeganistão, conhecidas localmente como wilayats (ولايت, "vilaietes") são as principais divisões administrativas do Afeganistão. Existem actualmente, trinta e quatro (34) províncias no país, com duas (Panjshir e Daykundi) tendo sido acrescentadas em 2004. Cada província está dividida em pequenos distritos. Grande parte dos distritos e divisões administrativas do país são remanescentes da revisão de 1960, onde distritos sofreram gerrymandering, para assegurar a dominância pachtun.
Governos provinciais são liderados por um  governador. Cada província é representada no governo do Afeganistão por dois membros na Câmara dos Anciãos. Um deles é eleito pelo Conselho Provincial para quatro anos, enquanto o segundo é eleito pelos municípios para um período de três anos. Representação na Casa do Povo é diretamente dos distritos, embora em cada província, dois dos representantes devem ser mulheres. Estas são nomeadas pelo Presidente.

## Províncias do Afeganistão
|  |

| Província  | Mapa # | ISO 3166-2:AF | Centers            | População | Área (km²) | Língua                                   | Notas                                                         | U.N. Região             |
| ---------- | ------ | ------------- | ------------------ | --------- | ---------- | ---------------------------------------- | ------------------------------------------------------------- | ----------------------- |
| Badakhshan | 30     | AF-BDS        | Fayzabad           | 823.000   | 44.059     | dari (persa), pamiri, outras             | Composto por 29 distritos                                     | Nordeste do Afeganistão |
| Badghis    | 4      | AF-BDG        | Qala i Naw         | 429.500   | 20.591     | dari, pachto, aimaqi, turcomeno, uzbeque | 7 distritos                                                   | Afeganistão Ocidental   |
| Baghlan    | 19     | AF-BGL        | Puli Khumri        | 779.000   | 21.118     | uzbeque, turcomeno, pachto, dari         | 16 distritos                                                  | Nordeste do Afeganistão |
| Balkh      | 13     | AF-BAL        | Mazari Sharif      | 1.096.100 | 17.249     | dari, uzbeque                            | 15 distritos                                                  | North West Afghanistan  |
| Bamiã      | 15     | AF-BAM        | Bamiã              | 387.300   | 14.175     | dari e hazaragi                          | 7 distritos                                                   | Afeganistão Ocidental   |
| Cabul      | 22     | AF-KAB        | Cabul              | 3.314.000 | 4.462      | dari, pachto, outras                     | 15 distritos                                                  | Afeganistão Central     |
| Daykundi   | 10     | AF-DAY        | Nili               | 399.600   | 8.088      | dari, hazaragi e pachto                  | 8 distritos Formado a partir da província de Orūzgān, em 2004 | Sudoeste do Afeganistão |
| Farah      | 2      | AF-FRA        | Farah              | 438.000   | 48.471     | pachto, dari, Baloch                     | 11 distritos                                                  | Afeganistão Ocidental   |
| Faryab     | 5      | AF-FYB        | Maymana            | 858.600   | 20.293     | dari, turcomeno e pachto                 | 14 distritos                                                  | Noroeste do Afeganistão |
| Ghazni     | 16     | AF-GHA        | Ghazni             | 931.000   | 22.915     | dari, hazaragi, pachto                   | 19 distritos                                                  | Sudeste do Afeganistão  |
| Ghor       | 6      | AF-GHO        | Chaghcharan        | 485.000   | 36.479     | aimaqi, dari                             | 10 distritos                                                  | Afeganistão Ocidental   |
| Helmand    | 7      | AF-HEL        | Lashkar Gah        | 745.000   | 58.584     | pachto, dari e hazaragi                  | 13 distritos                                                  | Sudoeste do Afeganistão |
| Herat      | 1      | AF-HER        | Herat              | 1.182.000 | 54.778     | dari, aimaqi, pachto, turcomeno          | 15 distritos                                                  | Afeganistão Ocidental   |
| Jowzjan    | 8      | AF-JOW        | Sheberghan         | 441.000   | 11.798     | uzbeque, dari e pachto                   | 9 distritos                                                   | Noroeste do Afeganistão |
| Kandahar   | 12     | AF-KAN        | Kandahar           | 886,000   | 54,022     | pachto                                   | 16 distritos                                                  | Sudoeste do Afeganistão |
| Kapisa     | 29     | AF-KAP        | Mahmud-i-Raqi      | 360.000   | 1.842      | dari                                     | 7 distritos                                                   | Afeganistão Central     |
| Khost      | 26     | AF-KHO        | Khost              | 300.000   | 4.152      | pachto                                   | 13 distritos                                                  | Sudeste do Afeganistão  |
| Konar      | 34     | AF-KNR        | Asadabad           | 321.000   | 4.942      | pachto, nuristâni                        | 15 distritos                                                  | Afeganistão Oriental    |
| Konduz     | 18     | AF-KDZ        | Konduz             | 820.000   | 8.040      | uzbeque, dari, pachto, turcomeno         | 7 distritos                                                   | Nordeste do Afeganistão |
| Laghman    | 32     | AF-LAG        | Mihtarlam District | 373,000   | 3.843      | dari, pashai, pachto                     | 5 distritos                                                   | Afeganistão Oriental    |
| Logar      | 23     | AF-LOW        | Pul-i-Alam         | 292.000   | 3.880      | pachto, dari                             | 7 distritos                                                   | Afeganistão Central     |
| Nangarhar  | 33     | AF-NAN        | Jalalabad          | 1.089.000 | 7.727      | pachto, persa dari, pashai               | 23 distritos                                                  | Afeganistão Oriental    |
| Nimruz     | 3      | AF-NIM        | Zaranj             | 149.000   | 41.005     | dari (sistani), pachto, baluchi          | 5 distritos                                                   | Sudoeste do Afeganistão |
| Nuristão   | 31     | AF-NUR        | Parun              | 112.000   | 9.225      | nuristani, pachto                        | 7 distritos                                                   | East Afghanistan        |
| Oruzgan    | 11     | AF-ORU        | Tarin Kowt         | 627.000   | 22.696     | pachto, Hazaragi                         | 6 distritos                                                   | Sudoeste do Afeganistão |
| Paktia     | 24     | AF-PIA        | Gardez             | 415.000   | 6.432      | pachto                                   | 11 distritos                                                  | Sudoeste do Afeganistão |
| Paktika    | 25     | AF-PKA        | Sharan             | 352.000   | 19.482     | pachto                                   | 15 distritos                                                  | Sudoeste do Afeganistão |
| Panjshir   | 28     | AF-PAN        | Bazarak            | 128.620   | 3.610      | dari, pamiri                             | 5 distritos Criada em 2004, a partir da província de Parwan   | Afeganistão Central     |
| Parwan     | 20     | AF-PAR        | Charikar           | 726.000   | 5.974      | dari, pachto                             | Composta por 9 distritos                                      | Afeganistão Central     |
| Samangan   | 14     | AF-SAM        | Aybak              | 378.000   | 11.262     | Uzbek, dari, turcomeno                   | 5 distritos                                                   | Noroeste do Afeganistão |
| Sar-e Pol  | 9      | AF-SAR        | Sar-e Pol          | 468.000   | 15,999     | dari, pachto e uzbeque                   | 6 distritos                                                   | Noroeste do Afeganistão |
| Takhar     | 27     | AF-TAK        | Taloqan            | 810.800   | 12.333     | dari, pachto, uzbeque, turcomeno         | 12 distritos                                                  | Noroeste do Afeganistão |
| Wardak     | 21     | AF-WAR        | Meydan Shahr       | 413.000   | 8.938      | pachto, dari, Hazaragi                   | 9 distritos                                                   | Afeganistão Central     |
| Zabol      | 17     | AF-ZAB        | Qalat              | 365.920   | 17.343     | pachto, dari                             | 9 distritos                                                   | Sudoeste do Afeganistão |